# Bren Ten
Die Bren Ten ist eine halbautomatische Pistole, deren Entwicklung auf der Pistole Česká zbrojovka ČZ 75 basierte.

## Beschreibung
Die Bren Ten ist eine halbautomatische Pistole, deren Technik von dem Modell CZ 75 abgeleitet ist. Jeff Cooper entwickelte diese Pistole parallel mit der darauf abgestimmten 10-mm-Auto-Munition. Durch diese Kombination sollte sie einen neuen Standard in der Pistolenentwicklung in Bezug auf Durchschlagskraft und Präzision setzen. Dornaus & Dixon produzierten und vertrieben diese Pistole in mehreren Varianten. Die Bren Ten wurde nur in einer kleinen Auflage produziert, da der Hersteller Probleme mit der Produktion hatte und den Markt nicht bedienen konnte. Der folgende Versuch der Perigrine Industries scheiterte am finanziellen Misserfolg, und somit wurde die Produktion wieder eingestellt. Es wurden insgesamt ca. 1500 Stück produziert.
Die Bren Ten wurde kontrovers betrachtet. Viele Enthusiasten betrachten sie mit ihrem 10-mm-Auto-Kaliber immer noch als die beste Pistole ihrer Ära bis heute. Jedoch war die Qualität der Waffen schlecht. Viele der Pistolen wurden mit fehlerhaften oder gar fehlenden Magazinen ausgeliefert. Die aus rostfreiem Stahl bestehenden Magazine waren sehr schwer zu beschaffen und hatten einen Stückpreis von 100 $. Die durch die 10-mm-Auto-Munition entstehenden extremen Drücke verursachten erhebliche Schäden an der Pistole selbst, zum Beispiel Materialermüdung am Schlitten.

## Trivia
In den ersten beiden Staffeln (ausgenommen der Pilotfilm) der Krimiserie Miami Vice benutzte Don Johnson als Det. Sonny Crockett eine Bren Ten, wodurch die Waffe einem breiten Publikum bekannt wurde.